# Nyelvtudományi szakirodalom Erdélyben
Nyelvtudományi szakirodalom Erdélyben (1918-1994) A nyelvtudományi szakirodalom a nyelvről szóló, tehát a nyelvelmélet, nyelvtörténet, leíró nyelvtan, nyelvművelés, nyelvjárástan és nyelvi kölcsönhatás, névtan és stilisztika, szótár, nyelvatlasz tárgykörébe tartozó tudományos írások összessége. A romániai magyar nyelvtudomány fejlődése főleg az Erdélyi Múzeum, a Magyar Népnyelv, majd a Nyelv- és Irodalomtudományi Közlemények, a kolozsvári egyetem folyóirata, a Studia, a sepsiszentgyörgyi Székely Nemzeti Múzeum évkönyve, az Aluta vagy a Korunk, Utunk, Igaz Szó, A Hét és az önálló kiadványok szemrevételezése útján követhető nyomon.

## 1918 után
Az I. világháborút követő hatalomváltozás után az erdélyi magyar nyelvtudományi kutatás az örökölt gazdag hagyományok ellenére is csak nehezen szerveződött újra. Szinte törvényszerű, hogy a szótár kategóriája kerül előtérbe; e műfajban Gross Ignác már 1919-ben kiadott Aradon egy román–magyar zsebszótárt, amelyet Putnoky Miklós három kiadást is megért, az utolsóban nyelvtannal is bővített iskolai szótára (Lugos 1921, 1922, 1923), majd Valentiny Antal (Kolozsvár, 1922), Andrássy Tivadar (Lugos, 1924), Dávid György (Brassó, 1924) és Victor Cheresteşiu (Kolozsvár, 1925–27) szótára követett. A legáltalánosabban használt román–magyar szótár 1935–37-ben jelent meg Victor Cheresteşiu szerkesztésében Ferenczi Miklós, Valentiny Antal és Cheresteşiuné K. Margit közreműködésével.
A korszerű helynévkutatás az 1930-as években indult meg, s eredményei elsősorban Szabó T. Attila nevéhez fűződnek, aki Nagyenyed (Kolozsvár, 1933), Zilah (Torda, 1936), Dés (Torda, 1937) és Szásznyíres (Kolozsvár, 1937) helyneveinek kialakulását tárta fel. A kidolgozott módszert követte Fábián Béla Nagykend helynevei (Sepsiszentgyörgy, 1939) c. kiadványa.

## 1940-es évek
Az 1940-es években fiatal nyelvész munkatársak bekapcsolódásával bővült az erdélyi magyar nyelvtudomány kutatási területe. A helynévkutatás tervszerű formát öltött. Sorra jelentek meg Szabó T. Attilától Kalotaszeg (Kolozsvár, 1942), Imreh Barnától Mezőbánd (Kolozsvár, 1942), Árvay Józseftől a barcasági Hétfalu (Kolozsvár, 1943), Márton Gyulától Ördöngösfüzes (Kolozsvár, 1944), Gazda Ferenctől Csomakőrös helynevei (Kolozsvár, 1944), majd az újabb hatalomváltást követően e sorozat pótlásaként Márton Gyulától Árpástó (Kolozsvár, 1945), Gergely Béla és Szabó T. Attila szerkesztésében a szolnok-dobokai Tőki-völgy (Kolozsvár, 1945), a Kolozs megyei Borsa-völgy (Kolozsvár, 1945) és a dobokai völgy (Kolozsvár, 1946), Benkő Lorándtól a Nyárád mente (Budapest, 1947) helynevei.
Megkezdődött közben a helynévanyag rendszertani vizsgálata. E témában olyan kiadványok születtek, mint Árvay József A térszíni formák nevei a barcasági Hétfalu helyneveiben (Kolozsvár, 1942), Gergely Béla Kalotaszeg névutós helynevei (Kolozsvár, 1943) és Szabó T. Attila A kalotaszegi helynévanyag vízrajzi szókincse (Kolozsvár, 1942) c. munkája. A korai erdélyi településnevek és víznevek eredetmagyarázatát Kniezsa István nyújtja (Erdély víznevei, Kolozsvár, 1942).
Nem kerül ki a vizsgálódás köréből a személy-, ill. az állatnevek kutatása sem. Ebben a tárgykörben Gálffy Mózes Keresztnevek becéző alakja a Borsa völgyében (Kolozsvár, 1943), Nagy Jenő Család-, gúny- és ragadványnevek a kalotaszegi Magyarvalkón (Kolozsvár, 1944) és Márton Gyula A kolozs megyei Borsa-völgy állatnevei (Kolozsvár, 1945) c. tanulmánya említendő.
A román-magyar nyelvi kölcsönhatás is központi témája az 1940-es évek nyelvtudományának. Blédy Géza a magyar nyelvet ért román hatást dolgozza fel Influenţa limbii române asupra limbii maghiare (Nagyszeben, 1942), míg a román nyelvet ért magyar hatás kérdéseire Márton Gyula A román nyelvatlasz első három kötetének magyar eredetű anyaga (Kolozsvár, 1942), ill. Tamás Lajos A magyar eredetű román kölcsönszavak művelődéstörténeti értékelése (Kolozsvár, 1942) c. munkája kerít sort. Nyelvjárási vonatkozásban is találunk önálló kiadványokat, így Balassa Iván a kolozsvári Hóstát a-zásáról (Kolozsvár, 1942), Márton Gyula a nagymoni népnyelv igetöveiről és igealakjairól (Kolozsvár, 1942), Gálffy Mózes Magyarbikal névszótöveiről (Kolozsvár, 1943) szóló tanulmánya jelent meg. Megszületik az első önálló magyar nyelvatlasz kiadvány is Szabó T. Attila, Gálffy Mózes és Márton Gyula közös szerkesztésében (Huszonöt lap "Kolozsvár és vidéke népnyelvi térképé"-ből. Kolozsvár, 1944). Tervszerű szakszókincs-vizsgálatok is folynak, Imre Samu a kolozsvári fazekasság műszókincsét mutatta be 1942-ben. Márton Gyula a zilahi fazekasok, illetve a tímárok mesterségszavait közli 1948-as tanulmányaiban. A szótörténethez szolgáltat adatokat Bogáts Dénes háromszéki oklevél-szójegyzéke (Kolozsvár, 1943).

## 1950-es évek
Az 1950-es években a nyelvészeti szakirodalom önálló kiadványai megcsappannak. Márton Gyula Írjunk, beszéljünk helyesen! c. könyvecskéjében a nyelvművelés szempontjait rendszerezi, s a jelentkező mozgalmi zsargont bírálja. Szabédi László Nyelv és irodalom (1955) c. kötetében a szerző nyelvhelyességi és szómagyarázó cikkei is helyet kapnak. A csángók körében végzett nyelvföldrajzi kutatás alapján írta meg Szabó T. Attila A kicsinyítő, becéző képzők a moldvai csángó nyelvjárásban (1956) c. tanulmányát. Az újonnan felfedezett magyar nyelvemléket tette közzé Farczády Elek és Szabó T. Attila A Marosvásárhelyi Sorok (1957) címmel, majd bővítve is (1978). Kiadásra került az újabb szempontok szerint szerkesztett akadémiai nagyszótár, a Dicţionar român-maghiar, Román-magyar szótár (1957), főszerkesztője Kelemen Béla.

## 1960-as évek
Az 1960-as években az önálló kiadások sorában fellendülés tapasztalható. A nagyszótár alapján több közép- és zsebszótár lát napvilágot. Nyelvjárástani vonatkozásban sor kerül a régebben gyűjtött anyag kiegészítésére, ilyen Márton Gyulának a Borsa-völgyi nyelvjárás igetöveiről és igealakjairól szóló kötete (Budapest, 1962) és Gálffy Mózessel közös Tájszók Kalotaszegről és környékéről (Kolozsvár, 1965) c. munkája. Szabó Zoltán nemcsak nyelvjárástani, hanem a szóalaktan vonatkozásában is tárgyalja a kalotaszegi nyelvjárás igeképző-rendszerét (Budapest, 1965). A további néhány önálló kötet már a nyelvtudományi kutatás differenciálódását mutatja. Névtani dolgozatot jelentet meg Szabó T. Attila a 15-19. századbeli kolozsvári becenevekről (Budapest, 1968), Kis magyar stilisztikát (1968) Bartha János-Horváth Tibor-Józsa Nagy Mária-Szabó Zoltán. Megjelent a nyelvi műveltség emelése tekintetében oly fontos Helyesírási tájékoztató (1969), amelynek szabályzati részét Szabó T. Attila, szótári részét Gálffy Mózes, Kelemen Béla és Márton Gyula szerkesztette.

## 1970-1989
Fellendülést az 1970-es és az 1980-as évek hoztak. A nyelvtudományi ágazatok szinte teljes képe bontakozik ki Szabó T. Attila válogatott tanulmányainak köteteiből. A kötetek sorát nyitja Az anyanyelvünk életéből (1970), folytatja A szó és az ember (1971), a Nyelv és múlt (1972), majd a Nép és nyelv (1980), a Nyelv és irodalom (1981), a Tallózás a múltban (1982); a sorozatot záró Nyelv és település azonban már csak Budapesten jelenhetett meg (1988). Jelentős volt a Nyelv- és Irodalomtudományi Közlemények közreadása, amelyben többek közt Sándor Mária nyelvész is publikált.

## Az 1990-es évek első fele
Az 1990-es évek elején a nyelvtudomány sokáig politikai tiltás alá eső területein is jelentkezhettek a kutatók. Így megjelent kolozsvári nyelvészek közös munkájaként a Moldvai csángó nyelvjárások atlasza (Budapest, 1991), mely nemcsak a nyelvészet, hanem a népiségtörténet számára is fontos. Az ismét fellendülő helynévkutatás adataiból a budapesti egyetem Magyar Csoportnyelvi Dolgozatok c. kiadványsorozata tett közzé újabb és újabb füzeteket, így Janitsek Jenő és Hints Miklós melegvölgyi, bardócszéki, mezőségi helynév-feldolgozásait és Binder Pál Beszterce és Radna-völgy történeti személy- és helynevei (Budapest, 1994) c. munkáját. Gazdagodott szakszótárakkal a szótárirodalom is: Budapest és Bukarest közös kiadása Bara Gyula és Telegdi Péter kötete, az Angol-magyar-román számítástechnikai kisszótár (1993) és egy Magyar-román vállalkozói kisszótár (1994) Réz Miklós összeállításában.

## Eredmények (1918-1994)

### Erdélyi Magyar Szótörténeti Tár
A 20. század erdélyi magyar nyelvtudományának magasan kiemelkedő alkotása az Erdélyi magyar szótörténeti tár. Anyagát Szabó T. Attila gyűjtötte, és 1975-től 2000-ig megjelent I-X. kötetének kéziratát munkatársaival ugyancsak ő szerkesztette, illetve készítette elő. Halála után a munkaközösség Nagy Jenő és Vámszer Márta, majd Kósa Ferenc és Zsemlyei János vezetésével dolgozott tovább.

### Nyelvelmélet
A nyelvelmélet témakörében elsőként Péntek János-Szabó Zoltán-Teiszler Pál A nyelv világa (Kolozsvár, 1972) c. népszerűsítő munkája említendő. A strukturalizmus kialakulását, strukturális nyelvészet és matematika kapcsolatát, ennek európai és amerikai áramlatát Máté Jakab mutatja be Paul Schveigerrel közösen írt, ugyancsak népszerűsítő könyvecskéje, a Nyelvészet és matematika (Kolozsvár, 1977). Nyelvelméleti témák foglalkoztatják Szilágyi N. Sándort. Világunk, a nyelv (1978) c. könyve az emberi nyelv alapkérdéseit: általános jellemzőit, szabályait, hasonlóságait és különbözőségeit, funkcióit tárgyalja. A pedagógiai és filológia-történelem szakprofilú líceumok számára írt tankönyve (Magyar nyelvtan. 1980) a fonológia elmélete és gyakorlata tekintetében is szakmunka.
Szabó Zoltán A mai stilisztika nyelvelméleti alapjai (Kv. 1977) c. könyve áttekintést ad a modern nyelvészeti irányzatokról (strukturalizmus, szövegtan, szemiotika, matematikai nyelvészet, generatív grammatika) abból a szempontból, hogyan segítik a stilisztikai kutatást és miben gazdagítják módszereit. Ebbe a tárgykörbe tartozik a szerkesztésében megjelent tanulmánygyűjtemény, A szövegvizsgálat új útjai (1982) is. Nyelvszociológiai írásait foglalja kötetbe Bíró Zoltán Beszéd és környezet (1984) címmel. A névadás és névhasználat kérdéseivel ismertet meg a Nevek térben és időben című cikkgyűjtemény a Korunk Füzetek sorozatában (Kolozsvár, 1984). Az általános nyelvészeti tudnivalókat összegezi Péntek Jánosnak az egyetemi előadásain kimunkált könyve, a Teremtő nyelv (1988).

### Nyelvtörténet
A nyelvtörténet témakörében rendhagyó munka Szabédi László halála után tizenöt évvel megjelent könyve, A magyar nyelv őstörténete (1974). A szerző megkísérli a finnugor és az indoeurópai nyelvcsalád rokonságának bizonyítását a magyar és a latin nyelv szavainak összevetésével. J. Lőrinczi Réka a rokonsági terminológia változatait kíséri nyomon a legrégibb magyar nyelvemlékektől máig A magyar rokonsági elnevezések rendszerének változásai (1980) című könyvében. Hét nyelvtörténeti tanulmányt tartalmaz a B. Gergely Piroska szerkesztette Nyelvészeti tanulmányok (1983). 18. századi kéziratokat dolgoz fel Kósa Ferenc Apor Péter helyesírása és nyelvének hangállapota (1989) c. kötete.

### Az erdélyi kortárs magyar nyelv
A mai magyar nyelv, a leíró hangtan és a nyelvművelés szakirodalma mindenekelőtt Nagy Kálmán két kiadást is megért egyedi nyelvtankönyvével gyarapodott. Címe: Kis magyar nyelvtankönyv, különös tekintettel a nyelvhelyesség mindennapi kérdéseire (1970, 1980). A leíró nyelvtani ismeretek rendszeres és rendszerező összefoglalását Balogh Dezső-Gálffy Mózes-J. Nagy Mária A magyar nyelv kézikönyve (1971) c. munkája nyújtja; ennek kiegészítése Gálffy alak- és mondattani elemzéseket tartalmazó Nyelvi forma – nyelvi érték (1972) című nyelvtani gyakorlókönyve. A napisajtóban és folyóiratokban megjelent nyelvművelő cikkek rendszerezve, gyűjteményekként önálló kiadványokká állnak össze. Csaknem valamennyi, a nyelvműveléssel foglalkozó szerző válogatott írásait tartalmazza Gálffy Mózes és Murádin László összeállításában az Anyanyelvünk művelése (1975) c. kötet. Egyéni szerzők válogatott nyelvművelő írásai is kötetekbe kerültek, így Murádin Lászlótól a Szavak titka (Kolozsvár, 1977) és a Szavak színeváltozása (Kolozsvár, 1983), Anyanyelvünk ösvényein (Székelyudvarhely, 1996) s Bura Lászlótól az Élő nyelvünk (1982).

### Stilisztika
Látványos fejlődést mutat a stilisztika. Szabó Zoltán könyve, a Kis magyar stílustörténet (1970, Budapest, 1982, 1983) három kiadást is megért. Hat költő versei tízezernyi adattal szolgáltak az átérzékelő szinesztézia vizsgálatához P. Dombi Erzsébet könyvében (Öt érzék ezer muzsikája. 1974), aki a Nyugat líráját elemzi. A korszerű stíluselemzés módszereibe vezet be J. Nagy Mária A szó művészete (1975) c. munkájával.
Nagy volt az érdeklődés az impresszionista stílus mibenléte iránt, jól érzékeltetik ezt a Szabó Zoltán szerkesztette Tanulmányok az impresszionista stílusról (1976) c. tanulmánykötet írásai. Az impresszionista stílus keretében kutatja a nominális szerkezetek stilisztikai értékét Dobos B. Magda (A nominális szerkesztésmód a magyar impresszionista szépirodalomban. 1979). A szabad függő beszéd stílustörténeti és szövegépítési szerepét ugyancsak impresszionista írók műveiben Murvai Olga vizsgálja (Szöveg és jelentés 1980). Hogy a szövegnyelvészet mennyire megtermékenyítette a stilisztikai kutatást, azt jól érzékelteti Szabó Zoltán Szövegnyelvészet és stilisztika (Budapest, 1988) c. kötete.

### Nyelvjáráskutatás
Előrehaladt a nyelvjáráskutatás is. A nyelvjárástan egyetemi oktatása érdekében jelent meg sokszorosított formában Vöő István Magyar nyelvjárási szövegek (Kolozsvár, 1970) és Márton Gyula Magyar nyelvjárástan (Kolozsvár, 1972) c. egyetemi jegyzete, és több doktori disszertáció is született a nyelvjárások témaköréből (Vámszer Márta, Teiszler Pál, Lakó Elemér, Vöő István munkái). Ide tartozik a csángó irodalom bővülése olyan munkákkal, mint Márton Gyula Igetövek, igei jelek és személyragok a moldvai csángó nyelvjárásban (1974) és Bura László A moldvai csángó nyelvjárás a-zása (Budapest, 1987) c. kötete. A nyelvföldrajzi kutatás eredményeit tájszótár formájában tette közzé egy nagy jelentőségű munka: a Székely nyelvföldrajzi szótár (Budapest, 1987) Gálffy Mózes és Márton Gyula összeállításában.

### Összehasonlító nyelvtudomány
A néprajztudomány és a nyelvtudomány összefüggéseit Péntek János A kalotaszegi népi hímzés és szókincse (1979) c. munkája és Nagy Jenő néprajzi és nyelvjárási tanulmánykötete példázza; ez utóbbiban a szerző a nyelvjárásokat ért szász, román hatásra is kitér (1984). Ilyen hatást mér fel Márton Gyula A moldvai csángó nyelvjárás román kölcsönszavai (1972), majd (Péntek és Vöő társszerzőkkel) az általános vonatkozású A magyar nyelvjárások román kölcsönszavai (1977) c. könyvében, felhasználva Zsemlyei Jánosnak akkor még kéziratos, de később megjelent dolgozatát a Kis-Szamos vidéki tájszólás román kölcsönszavairól (1979).
A nyelvészet és a növénytan összefüggéseit találjuk egy etnobotanikai útmutatóban, mely Szabó T. Attila és Péntek János szerkesztésében Ezerjófű (1976) c. alatt jelent meg, s ugyancsak kettőjük műve a Kalotaszeg növényzetét és népi növényismeretét bemutató Ember és növényvilág (1985).

### Névkutatás
A névkutatás területén fontos állomás B. Gergely Piroskának a kalotaszegi személynevek gyűjtése terén végzett munkája. Doktori értekezésének törzsanyagából eddig két kötet jelent meg, úgymint A kalotaszegi magyar ragadványnevek rendszere (1977) és A kalotaszegi magyar családnevek rendszertani és funkcionális vizsgálata (Budapest, 1981), mindkettővel hozzájárulva Kalotaszeg magyar irodalma tárgyköréhez. Hasonló munkát végzett Kovácsné József Magda a Hargita nyugati lejtőjén, Havasalja településein: a folyóiratban közölt részleteket a Magyar Személynévi Adattárak c. sorozat összesítette Az erdélyi Havasalja személynevei (Bp. 1993) címmel. Kirsch Lajos hasonló kéziratos dolgozata a Nyárád mentéről sajnos az 1970-es árvíz alkalmával elpusztult.

### Szótárkultúra
A szótárkultúra kibontakozására az 1980-as években jellemző Kelemen Béla és Szász Lőrinc három műve: a Dicţionar român-maghiar (1980), egy román-magyar frazeológiai szótár (1984) és a Magyar-román iskolai szótár (1985). Vöő István a román (1978) és a magyar (1984) közmondások kétnyelvű szótárait készítette el. Gyakorlati jellegű Murvai Olga Mic dicţionar român-maghiar de expresii şi locuţiuni (1986) c. kifejezésszótára.

### Kétnyelvű szakszótárak
Gyarapodik a különböző kétnyelvű szakszótárak száma is. A Bíró András, Jenei Dezső és Rohonyi Vilmos szerkesztette Román-magyar műszaki szótár (1979) és a Pálfalvi Attila-Jenei Dezső-féle 1360 oldalas Magyar-román műszaki szótár (1987) a műszaki tevékenység szakszókincsét rögzíti. Az erdészet és faipar szakszókincsét Kádár Zsombor Magyar-román erdészeti és faipari szótára (1979) tartalmazza, s elkészült egy román-magyar, ill. magyar-román mezőgazdasági szakszótár is (1980) Gabriel Manolin, Ion Bucur, Szalai András és Schweiger Ágnes szerkesztésében. Megemlítendő Váczy Kálmán hétnyelvű (latin, román, angol, német, francia, orosz, magyar) növénytani szótára, a Dicţionar botanic poliglot (1980). Gyakorlati szempontból mindennapi követelménynek tesz eleget a Magyar helyesírási szótár (1978).